# Mastacembelus nigromarginatus
Mastacembelus nigromarginatus és una espècie de peix pertanyent a la família dels mastacembèlids.

## Descripció
- Fa 42,2 cm de llargària màxima.
- Nombre de vèrtebres: 93.
- Aletes caudal i anal de color blanc.[5][6]

## Hàbitat
És un peix d'aigua dolça, bentopelàgic, potamòdrom i de clima tropical.

## Distribució geogràfica
Es troba a Àfrica: Benín, la Costa d'Ivori, Ghana, Mali, Nigèria, Sierra Leone i Togo, incloent-hi els rius Cavally, Volta i Níger.

## Observacions
És inofensiu per als humans.